# خورخي أغيليرا
خورخي أغيليرا هو منافس ألعاب قوى كوبي، ولد في 16 يناير 1966 في كوبا.

## وصلات خارجية
- خورخي أغيليرا على موقع الاتحاد الدولي لألعاب القوى (الإنجليزية)
- خورخي أغيليرا على موقع أوليمبيديا (الإنجليزية)